# اینهل

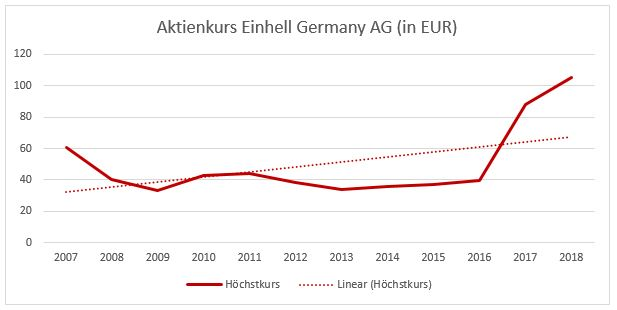
این نمودار توسعه ارزش سهام آینهل را بر اساس میزان بالای سال نشان می دهد. بالاترین مقدار تا به امروز برای سال 2018 استفاده شده است.

اینهل (انگلیسی: Einhell) شرکت ابزار آلمانی است، که در سال ۱۹۶۴ تأسیس شد.